# Angelin Preljocaj

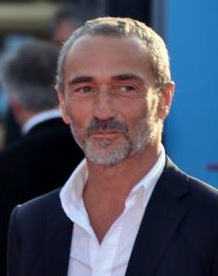
Angelin Preljocaj, 2011

Angelin Preljocaj (* 19. Januar 1957 in Frankreich) ist ein französischer Tänzer und Choreograf albanischer Abstammung.
Preljocaj studierte Modernen Tanz in der Pariser Schola Cantorum bei Karin Waehner. Seine erste Choreografie, das Duo Aventures coloniales, zeigte er 1984 als Mitglied der Kompanie von Dominique Bagouet. 1985 gründete Preljocaj seine eigene Tanzkompanie, das heutige Ballet Preljocaj.
Für das Ballet de l’Opéra de Paris schuf er 1994 das Ballett Le Parc, für das er im darauffolgenden Jahr den Prix Benois de la Danse erhielt. Für das Stück Annonciation bekam er 1997 einen Bessie Award. Seitdem finden seine Werke Eingang ins Repertoire internationaler Ballettkompanien, er verfasst aber ebenso Auftragswerke.

## Werke
- 1984
  - Aventures coloniales (mit Michael Kelemenis)
- 1985
  - Marché noir, Musik: Marc Khanne, Giuseppe Verdi
  - Peurs bleues, Musik: Ludwig van Beethoven
  - Larmes blanches, Musik: Johann Sebastian Bach, Claude Balbastre, Henry Purcell
- 1986
  - À nos héros, Musik: Marc Khanne, Aram Chatschaturjan
- 1987
  - Le petit napperon rouge, Musik: John Lurie
  - Hallali romée, Musik: Michel Decoust
- 1988
  - Liqueurs de chair, Musik: Laurent Petitgand
- 1989
  - Noces, Musik: Igor Strawinski
  - Un trait d'union, Musik: Johann Sebastian Bach
- 1990
  - Amer America, Musik: Laurent Petitgand
  - Roméo et Juliette, Musik: Sergej Prokofjew
- 1992
  - La peau du monde, Musik: György Ligeti, Johann Sebastian Bach, Goran Vejvoda
- 1993
  - Le spectre de la rose, Musik: Carl-Maria von Weber
  - Parade, Musik: Erik Satie
- 1994
  - Le Parc, Musik: Wolfgang Amadeus Mozart
- 1995
  - L’anoure, Musik: diverse
  - Annonciation, Musik: Stéphane Roy, Antonio Vivaldi
  - Petit essai sur le temps qui passe, Musik: Dominique Petitgand
- 1997
  - Paysage après la bataille, Musik: Goran Vejvoda, Adrien Chalgard
- 1998
  - Centaures, Musik: György Ligeti
- 1999
  - Personne n’épouse les méduses, Musik: Maxximum SC, diverse
- 2000
  - Portraits in corpore (Choreografische Installation)
- 2001
  - MC 14/22 (Ceci est mon corps), Musik: Tedd Zahmal
  - Le sacre du printemps, Musik: Igor Strawinski
  - Helikopter, Musik: Karlheinz Stockhausen
- 2003
  - Near Life Experience, Musik: Nicolas Godin, Jean-Benoît Dunkel
- 2004
  - N, Musik: Ulf Langheinrich
- 2005
  - Les 4 saisons... (mit Fabrice Hyber), Musik: Antonio Vivaldi
- 2006
  - Fire Sketch, Musik: Igor Strawinski, Laurent Garnier, Benjamin Rippert
- 2007
  - Haka
  - Empty Moves (parts I & II), Musik: John Cage
  - Eldorado (Sonntags Abschied),  Musik: Karlheinz Stockhausen
- 2008
  - Blanche Neige, Musik: Gustav Mahler, 79D, Kostüme: Jean-Paul Gaultier
- 2009
  - Le Funambule de Jean Genet, Musik: 79D, diverse
- 2010
  - Suivront mille ans de calme, Musik: Laurent Garnier